# У име народа
У име народа је југословенски филм снимљен 1987. године. Режирао га је Живко Николић, а сценарио су написали Драган Николић и Живко Николић.